# 亞歷克斯·拉尼耶
亞歷克斯·拉尼耶（法語：Alex Lanier，2005年1月26日—），出生自法國卡昂，法國男子羽毛球運動員。

## 簡歷
亞歷克斯·拉尼耶三歲時接觸羽球，之後加入滨海迪沃的羽球俱樂部，2019年轉至位於斯特拉斯堡的俱樂部。2020年，15歲的亞歷克斯加入法國國家體育學院。
2021年，亞歷克斯以16歲之齡在立陶宛國際賽男子單打決賽擊敗B·R·桑吉尔斯，奪下成人國際賽首冠。此後，他相繼於拉脫維亞國際賽奪得亞軍、意大利國際賽奪得第二冠。
2022年，亞歷克斯再於愛沙尼亞國際賽奪冠。於該年5月代表法國參加湯姆斯盃。8月，贏得歐洲青年羽毛球錦標賽男子單打冠軍。10月，他在加拿大公開賽決賽擊敗日本的大林拓真，年僅17即奪得世界羽聯世界巡迴賽冠軍。
2024年8月，時年19歲的拉尼爾出戰日本羽毛球公開賽，先在32強擊敗巴黎奧運銅牌得主李梓嘉，又連過奇科·奥拉·德维·瓦多约及西本拳太兩關，於準決賽碰上當時世界排名第一的石宇奇以17-21、21-16、21-18晉級決賽，最終以直落二擊敗周天成並獲得冠軍。他是第一位贏得世界羽聯世界巡迴賽超級750賽事冠軍的法國選手，亦為史上最年輕的750賽冠軍。

## 主要比賽成績
只列出曾進入準決賽的國際賽事成績：
| 年份   | 賽事                       | 公開賽級別 | 項目     | 成績   |
| ------ | -------------------------- | ---------- | -------- | ------ |
| 2020年 | 歐洲青年羽毛球錦標賽       | 其他       | 混合團體 | 亞軍   |
| 2021年 | 立陶宛羽毛球國際賽         | 未來系列賽 | 男子單打 | 冠軍   |
| 2021年 | 拉脫維亞羽毛球國際賽       | 未來系列賽 | 男子單打 | 亞軍   |
| 2021年 | 意大利羽毛球國際賽         | 國際系列賽 | 男子單打 | 冠軍   |
| 2022年 | 愛沙尼亞羽毛球國際賽       | 國際系列賽 | 男子單打 | 冠軍   |
| 2022年 | 歐洲青年羽毛球錦標賽       | 其他       | 混合團體 | 亞軍   |
| 2022年 | 歐洲青年羽毛球錦標賽       | 其他       | 男子單打 | 冠軍   |
| 2022年 | 加拿大羽毛球公開賽         | 超級100賽  | 男子單打 | 冠軍   |
| 2022年 | 威爾斯羽毛球國際賽         | 國際挑戰賽 | 男子單打 | 準決賽 |
| 2023年 | 愛沙尼亞羽毛球國際賽       | 國際系列賽 | 男子單打 | 亞軍   |
| 2023年 | 歐洲羽毛球混合團體錦標賽   | 其他       | 混合團體 | 亞軍   |
| 2023年 | 波蘭羽毛球公開賽           | 國際挑戰賽 | 男子單打 | 冠軍   |
| 2023年 | 世界青年羽毛球錦標賽       | 其他       | 男子單打 | 季軍   |
| 2023年 | 海洛羽毛球公開賽           | 超級300賽  | 男子單打 | 準決賽 |
| 2023年 | 愛爾蘭羽毛球公開賽         | 國際挑戰賽 | 男子單打 | 亞軍   |
| 2023年 | 西德·莫迪羽毛球國際賽      | 超級300賽  | 男子單打 | 準決賽 |
| 2024年 | 歐洲羽毛球男女子團體錦標賽 | 其他       | 男子團體 | 亞軍   |
| 2024年 | 盧森堡羽毛球公開賽         | 國際挑戰賽 | 男子單打 | 冠軍   |
| 2024年 | 丹麥羽毛球國際挑戰賽       | 國際挑戰賽 | 男子單打 | 亞軍   |
| 2024年 | 南特羽毛球國際挑戰賽       | 國際挑戰賽 | 男子單打 | 冠軍   |
| 2024年 | 加拿大羽毛球公開賽         | 超級500賽  | 男子單打 | 亞軍   |
| 2024年 | 日本羽毛球公開賽           | 超級750賽  | 男子單打 | 冠軍   |
| 2024年 | 丹麥羽毛球公開賽           | 超級750賽  | 男子單打 | 準決賽 |
| 2025年 | 歐洲羽毛球混合團體錦標賽   | 其他       | 混合團體 | 亞軍   |
| 2025年 | 奧爾良羽毛球大師賽         | 超級300賽  | 男子單打 | 冠軍   |
| 2025年 | 全英羽毛球公開賽           | 超級1000賽 | 男子單打 | 準決賽 |
| 2025年 | 歐洲羽毛球錦標賽           | 其他       | 男子單打 | 冠軍   |
| 2025年 | 日本羽毛球公開賽           | 超級750賽  | 男子單打 | 亞軍   |

| 2018-2026年 | 總決賽 | 超級1000賽 | 超級750賽 | 超級500賽 | 超級300賽 | 超級100賽 | 國際挑戰賽 | 國際系列賽 | 未來系列賽 | 其他 |

## 主要對賽紀錄
亞歷克斯·拉尼耶與主要對手的對賽成績如下（只列出對賽三次或以上對手，僅包括影響世界排名積分的賽事，截至2025年3月6日）：
法国国家羽毛球队队员
| 對手        | 對賽次數 | 對賽結果 | 對賽結果 | 總計 |
| 對手        | 對賽次數 | 勝       | 負       | 總計 |
| ----------- | -------- | -------- | -------- | ---- |
| 阿诺·梅克尔 | 3        | 1        | 2        | -1   |

其他选手
| 對手               | 對賽次數 | 對賽結果 | 對賽結果 | 總計 |
| 對手               | 對賽次數 | 勝       | 負       | 總計 |
| ------------------ | -------- | -------- | -------- | ---- |
| 乔金·奥尔多夫      | 7        | 5        | 2        | +3   |
| 朱利安·卡拉基      | 5        | 5        | 0        | +5   |
| 约兰·奎克尔        | 4        | 4        | 0        | +4   |
| 马格努斯·约翰内森  | 4        | 3        | 1        | +2   |
| 西本拳太           | 4        | 3        | 1        | +2   |
| 伍家朗             | 4        | 2        | 2        | 0    |
| 周天成             | 4        | 2        | 2        | 0    |
| 麦斯·克里斯托弗森  | 4        | 2        | 2        | 0    |
| 卡兰·拉詹·拉贾拉詹 | 3        | 3        | 0        | +3   |
| 巴勃罗·阿维安      | 3        | 3        | 0        | +3   |
| 郑加恒             | 3        | 3        | 0        | +3   |
| 昆拉武特·威提訕    | 3        | 2        | 1        | +1   |
| 阮日               | 3        | 2        | 1        | +1   |
| 大林拓真           | 3        | 2        | 1        | +1   |
| 普里扬舒·拉贾瓦特  | 3        | 2        | 1        | +1   |
| 田中涌士           | 3        | 0        | 3        | -3   |
| 渡边航贵           | 3        | 1        | 2        | -1   |
| 拉斯穆斯·傑姆克    | 3        | 1        | 2        | -1   |

## 外部連結
- 亞歷克斯·拉尼耶在BWFBadminton.com（英语）
- 亞歷克斯·拉尼耶在BWF.TournamentSoftware.com（英语）
- 亞歷克斯·拉尼耶在Flashscore（英语）